# Micropholcus
Micropholcus is een geslacht van spinnen uit de familie trilspinnen (Pholcidae).

## Soorten
Het geslacht kent de volgende soorten:
- Micropholcus fauroti (Simon, 1887)
- Micropholcus jacominae Deeleman-Reinhold & van Harten, 2001